# Friedrich Katz
Friedrich Katz (13 de junho de 1927 - 16 de outubro de 2010) foi um antropólogo e historiador de origem austríaca especializado na história da América Latina dos séculos XIX e XX, particularmente, da Revolução Mexicana.

## Carreira
"Ele foi indiscutivelmente o historiador mais respeitado do México ... Toda a imprensa mexicana, à esquerda, à direita e ao centro, notou e lamentou sua morte". Ele atuou como codiretor do Programa de Estudos Mexicanos na Universidade de Chicago, co-recebeu o Prêmio Bolton de 1999 (atualmente Prêmio Bolton-Johnson) pelo melhor livro em inglês sobre a história da América Latina pelo The Conferência sobre a História da América Latina, e foi homenageado com a Ordem da Águia Asteca pelo Governo do México. Ele também ganhou o Bryce Wood Book Award de 2000, concedido pela Associação de Estudos Latino-Americanos (LASA), por livro de destaque em língua inglesa nas ciências humanas e sociais por seu livro The Life and Times of Pancho Villa . A American Historical Association criou um prêmio de livro em homenagem a Friedrich Katz.

## Publicações
- Katz, Friedrich (1981). The Secret War in Mexico: Europe, the United States, and the Mexican Revolution. Chicago: University of Chicago Press. ISBN 978-0-226-42588-7. OCLC 6942429 online
- Ensayos mexicanos (1994). Alianza Editorial, México City.
- Ancient American Civilizations (1969, 1997), Londres.
- The Life and Times of Pancho Villa (1998), Stanford University Press.
- Nuevos ensayos mexicanos (2006).
- "Pancho Villa and the Attack on Columbus, New Mexico"  (1978)
- "Situación social y económica de los aztecas durante los siglos XV y XVI" (México: Universidad Nacional Autónoma de México, 1966)